# Rudolf Stamm (Bauunternehmer)
Rudolf Stamm (* 1869; † 1944) war ein Schweizer Bauunternehmer und Politiker.

## Leben und Wirken
Rudolf Stamm war Sohn des Bauunternehmers Johann Jakob Stamm und der Maria Elisabeth geborene Meyer. Er wurde am Technikum Winterthur und der Königlich Württembergischen Baugewerkeschule in Stuttgart zum Bautechniker ausgebildet. Stamm heiratete Renate Baatz, die Mutter von fünf Söhnen wurde. Werner und Ulrich übernahmen 1939 das Baugeschäft der Familie, das als «Stamm Bau AG» weiterhin besteht. Ihre Brüder waren der Literaturwissenschaftler Rudolf und der Altorientalist Johann Jakob Stamm.
Stamm übernahm 1897 mit seinem Bruder Georg (1866–1950) die Leitung des väterlichen Bauunternehmens. Bis 1914 betrieben sie auch einen Steinbruch in Muttenz. Rudolf Stamm war für Technik, Organisation und Auftragsarbeiten zuständig, Georg war entwerfender Architekt, der sich 1913 als stiller Teilhaber zurückzog und sich kulturellen Interessen widmete. Die Leitung des Architekturbüros übernahm bis 1939 der jüngere Bruder Jakob Stamm-Schmid (1879–1956), der 1905 in die Firma eintrat und drei Jahre später Prokura erhielt.
Rudolf Stamm war Mitglied des Baumeisterverbandes und übernahm von 1906 bis 1907 dessen Präsidentschaft. Von 1911 bis 1914 gehörte er dem Grossen Rat des Kantons Basel-Stadt an.

## Bauwerke (Auswahl)

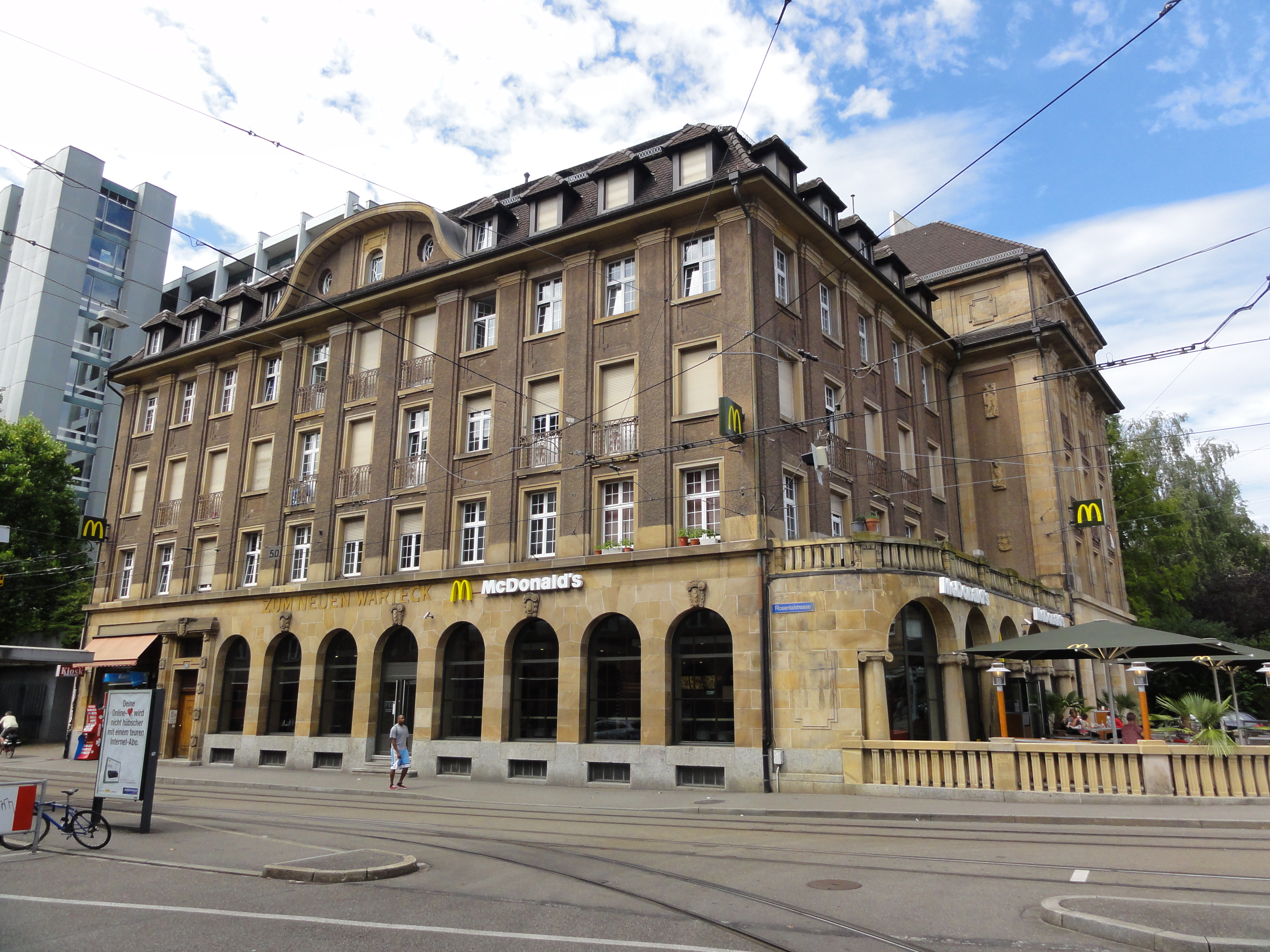
Schwarzwaldallee 183

- Im Bachlettenquartier errichteten die Brüder Stamm ganze Strassenzüge, beispielsweise Steinenring 40–60 sowie neun Einfamilienhäuser an der Oberwilerstrasse.
- Städtebaulich bedeutend sind die beiden Kopfbauten «Schwarzwaldallee 173–179» und «Schwarzwaldallee 183», die 1913 gegenüber des Badischen Bahnhofs entstanden.
- Zu den Auftragsarbeiten gehörten Arbeiten an der Pauluskirche (1898–1901), die Verbreiterung des Birsigviadukts (1902/1903), Gewerke am Bundesbahnhof (1905–1907).

## Belege
1. 1 2 3  Rose Marie Schulz-Rehberg: Stamm. S. 183.
2. ↑  Christian Baertschi: Rudolf Stamm. In: Historisches Lexikon der Schweiz.  27. Februar 2012.
3. ↑  Thomas K. Kuhn: Johann Jakob Stamm. In: Historisches Lexikon der Schweiz.  19. Dezember 2011.

| Personendaten    | Personendaten                          |
| ---------------- | -------------------------------------- |
| NAME             | Stamm, Rudolf                          |
| ALTERNATIVNAMEN  | Stamm-Baatz, Rudolf (Ehename)          |
| KURZBESCHREIBUNG | Schweizer Bauunternehmer und Politiker |
| GEBURTSDATUM     | 1869                                   |
| STERBEDATUM      | 1944                                   |